# Gorgolainis
Gorgolainis (em grego: Γοργολαΐνης) é uma unidade municipal do município de Heraclião, no centro da ilha de Creta, Grécia. Faz parte da unidade regional de Heraclião e tem como capital a vila de Ágios Mironas.
Tem 41,71 km² de área e em 2011 tinha 3 171 habitantes (densidade: 76 hab./km²). Ágios Mironas situa-se 20 km a sudoeste do centro de Heraclião e a segunda localidade mais importante, Cato Asites, encontra-se menos de 5 km a sudoeste de Ágios Mironas (distâncias por estrada).